# Zapornia
Genre
Zapornia est un genre d'oiseau de la famille des Rallidae.

## Taxonomie
Le genre Zapornia a été introduit en 1816 par le zoologiste anglais William Elford Leach du British Museum. Il comprenait une seule espèce, la marouette poussin qui est donc l'espèce type. Le nom du genre est une anagramme du genre Porzana introduit par l'ornithologue français Louis-Pierre Vieillot. Les espèces désormais placées dans ce genre étaient autrefois attribuées aux genres Porzana et Amaurornis,.
Ce genre contient les espèces suivantes :
- Râle à bec jaune, Zapornia flavirostra (anciennement Amaurornis )
- Râle d'Olivier, Zapornia olivieri (anciennement Amaurornis )
- Marouette brune, Zapornia fusca (anciennement Porzana )
- Marouette mandarin, Zapornia paykullii (anciennement  Porzana )
- Marouette bicolore, Zapornia bicolor (anciennement Porzana )
- Râle akool, Zapornia akool (anciennement placé à Porzana )
- Marouette de Baillon, Zapornia pusilla (anciennement Porzana )
- † Marouette de Sainte-Hélène, Zapornia astrictocarpus (éteint) (anciennement Porzana )
- Marouette poussin, Zapornia parva (anciennement Porzana )
- Marouette fuligineuse, Zapornia tabuensis (anciennement Porzana )
- † Marouette de Kusaie, Zapornia monasa (éteint) (anciennement Porzana )
- † Marouette de Tahiti, Zapornia nigra (éteinte) (anciennement  Porzana )
- Marouette d'Henderson, Zapornia atra (anciennement Porzana )
- † Marouette hawaïen, Zapornia sandwichensis (éteint) (anciennement Porzana )
- † Marouette de Laysan, Zapornia palmeri (éteint) (anciennement Porzana )